# Viola (namn)

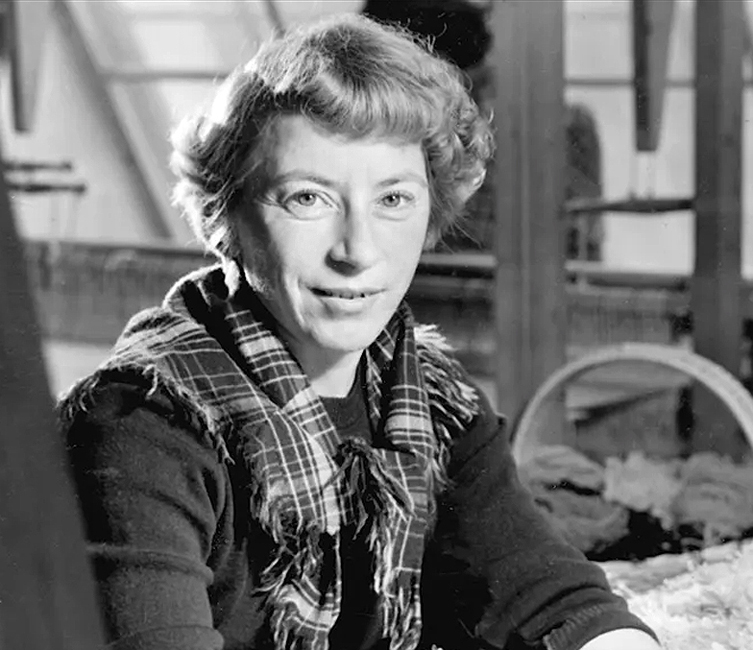
Viola Gråsten, 1950.

Viola eller Wiola (ovanligare stavning i Sverige) är ett kvinnonamn med latinskt ursprung, med betydelsen "viol". Violetta är en form av namnet med betydelsen lilla Viola. Namnet har använts som dopnamn i Sverige sedan mitten av 1800-talet då det började ersätta den längre formen Violetta som förekommit sedan 1600-talet. 
Namnet hade en popularitetstopp runt 1925 och decennierna däromkring och hör därför fortfarande till de 20 vanligaste kvinnonamnen. Namnet fick en uppgång i slutet av 50-talet och i början 60-talet genom filmen La violetera (1958). Det har också börjat öka igen under 1990-talet. Den 31 december 2009 fanns det totalt 59 134 personer i Sverige med namnet Viola/Wiola, varav 3 701 med det som tilltalsnamn. År 2003 fick 425 flickor namnet, varav 19 fick det som tilltalsnamn.
Viola är också ett efternamn. 
Namnsdag i Sverige: 29 oktober  (sedan 1901). I den finlandssvenska namnsdagslängden har Viola namnsdag 3 juni sedan starten 1929, då en egen namnsdagskalender togs i bruk för finlandssvenskar.

## Varianter
- Violet (engelska)
- Wiola, Wioleta (polska)
- Violeta (spanska och sydösteuropeiska språk)
- Violetta (italienska)
- Violanta och Violante (spanska och italienska)

## Personer med förnamnet Viola eller Wiola  (urval)
- Viola Elisabeth av Cieszyn (1291–1317) drottning av Böhmen, Polen och Ungern

- Viola Bao (född 1991), svensk litteraturkritiker
- Viola Bauer (född 1976), tysk längdskidåkare
- Wiola Brunius (1911–1999), svensk skådespelare
- Viola Claesson (född 1939), svensk politiker, vänsterpartist
- Viola Davis (född 1965), amerikansk skådespelare
- Viola Desmond (1914–1965), kanadensisk affärskvinna, kosmetolog och medborgarrättsaktivist
- Viola Furubjelke (född 1946), svensk statstjänsteman, diplomat och politiker, socialdemokrat
- Viola Gråsten (1910–1994), svensk textilkonstnär
- Viola Liuzzo (1925–1965), amerikansk medborgarrättsaktivist
- Wiola Persson-Rönnberg (1919–1999), svensk lantbrukare och konstnär
- Viola Renvall (1905–1998), finländsk författare
- Viola Richard (1904–1973), amerikansk skådespelare
- Wiola Sandell (1910–1999), svensk arbetsvårdsinspektör och politiker, socialdemokrat
- Viola Sundberg (1934–2010), svensk skådespelare
- Viola Turpeinen (1909–1958), finskamerikansk dragspelare
- Viola Widegren (1931–1948?), svensk försvunnen person
- Viola Wahlstedt (1901–1992), svensk författare och konstnär
- Viola Wills (1939–2009), amerikansk popsångerska
- Viola Ylipää (1942–2010), svensk längdskidåkare, tandhygienist och universitetslektor

## Personer med efternamnet Viola
- Bill Viola (född 1951), amerikansk videokonstnär
- Lynne Viola (född 1955), amerikansk historiker
- Roberto Eduardo Viola (1924–1994), argentinsk militär, de facto president 1981
- Vincent Viola (född 1956), amerikansk företagsledare, jurist och filantrop